# The Adventure of the Six Napoleons
The Adventure of the Six Napoleons(Os Seis Bustos de Napoleão) é um conto de Arthur Conan Doyle protagonizado por Sherlock Holmes e Dr. Watson, foi publicado pela primeira vez na Collier’s Weekly em Abril de 1904, com ilustrações de Frederic Dorr Steele e na Strand Magazine, em Maio de 1904, com ilustrações de Sidney Paget.

## Enredo

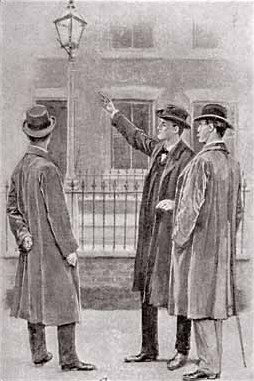
Holmes, Lestrade e Watson investigam o caso.

O Inspetor Lestrade leva ao conhecimento de Sherlock Holmes e Dr. Watson, um caso que inicialmente não chamou muito a atenção do detetive, até que aquiriu proporções suspeitas. Algum louco está destruindo bustos de Napoleão por todas as partes, mas Holmes suspeita de que não tenha sido um louco, seria coincidência que os quatro bustos quebrados sejam exatamente iguais? E para aumentar as suspeitas do detetive, ocorre um assassinato, um homem desconhecido é morto na casa do jornalista Horace Harker, nos bolsos do falecido foi encontrada uma fotografia de um italiano, posteriormente identificado como Beppo.

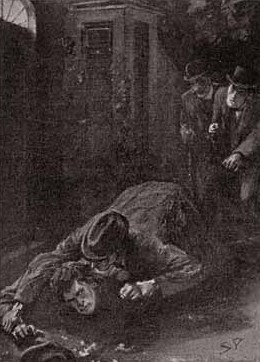
Sherlock Holmes arma uma emboscada para o assassino.

Após as investigações, Holmes decide fazer uma armadilha para o criminoso, pede a Josiah Brown, dono do quinto dos seis bustos de Napoleão, cujo modelo vêm levando fúria ao criminoso, que existem na Inglaterra, o detetive leva Lestrade e Watson a casa de Josiah, quando no meio da noite um homem sai da casa. Ele é imediatamente identificado como Beppo, o homem quebrava os bustos porque um ano atrás havia escondido dentro do busto uma joia da nobreza roubada por Pietro Vanucci, que Beppo havia morto na casa de Harker.